# Paul Bolo
Pour les articles homonymes, voir Bolo (homonymie).
Paul Marie Bolo, plus connu sous le nom de Bolo Pacha ou Bolo-Pacha, né le 24 septembre 1867 à Marseille, exécuté le 17 avril 1918 au fort de Vincennes pour intelligence avec l'Allemagne, est un aventurier français.

## Biographie

### Jeunesse et études
Paul Bolo naît le 24 septembre 1867 à Marseille. Il est le petit-fils d'un notaire des Bouches-du-Rhône, et le fils d'un clerc de notaire provençal, Claude Bolo. Il est le frère du religieux Henry Bolo. 
Il suit des études de médecine pour devenir dentiste.

### Parcours professionnel
Bolo ouvre un cabinet à Marseille. Peu après, il abandonne sa profession pour se tourner vers le commerce maritime et colonial.
À la fin des années 1880, il quitte la France, sans doute inquiété par les services financiers, et s’installe en Espagne où il semble avoir vécu d’expédients. On perd sa trace jusqu’en 1892 où il s’installe à Paris pour ouvrir un cabinet d’affaires rue de Richelieu mais, bientôt, un mandat d’arrêt est émis contre lui et il doit s’enfuir. On le retrouve en Argentine, sous le nom de Bolo de Grangeneuve et il se marie à la chanteuse Henriette de Soumaille, laquelle l’entretient. À la suite d'un vol de bijoux commis à Valparaíso, il est arrêté mais sa femme verse la caution. Libéré, Bolo l’abandonne et rentre en France en 1904, s’installe à Paris et épouse une certaine Mme Muller née Pauline Moiriat, ex-chanteuse de music-hall, veuve d’un riche négociant en vins de bordeaux, Fernand Muller. Ignorant sa bigamie, la veuve Muller devenue Mme Bolo lui signe une procuration sur sa fortune : Paul Bolo est désormais riche, il  mène grand train, jongle avec les millions, voyage à travers le monde et reçoit fastueusement, en particulier à Biarritz.

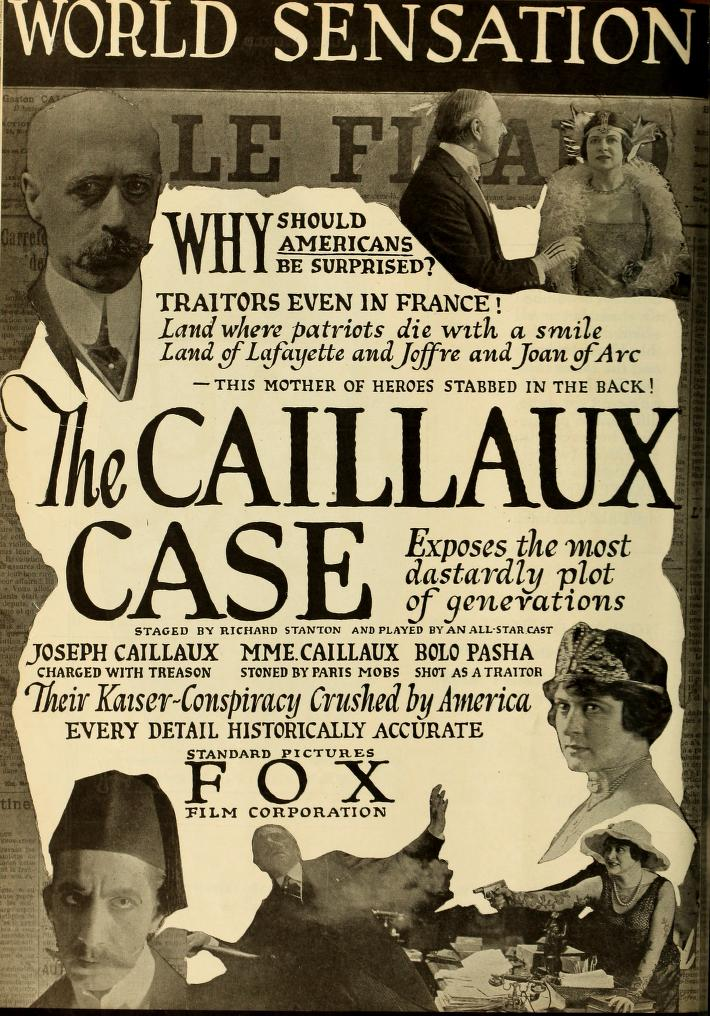
Bolo pasha en bas à gauche dans le film The Caillaux Case.

Durant dix ans, il se lance alors dans de nombreuses entreprises commerciales, bancaires, philanthropiques. Il fonde la Confédération générale agricole, puis la Société universelle de la Croix-Blanche (Genève) en 1907. Il se lie à d'importants hommes politiques dont le ministre Joseph Caillaux avec lequel il échange une correspondance. En 1914, il devient le conseiller financier d'Abbas II Hilmi, khédive d'Égypte, et reçoit de ce dernier le titre de pacha.
Le 18 décembre 1914, le khédive, nationaliste et considéré comme trop proche de l'Allemagne, est déposé par les autorités britanniques et doit s'enfuir en Suisse. Bolo demeure son conseiller en exil et, sans doute grâce à son intermédiaire, entre en contact avec des banques allemandes et étrangères dans le but de contrôler des quotidiens français et d'en faire des organes d'influence pro-pacifistes (Le Journal ; Le Bonnet rouge).

### Chute

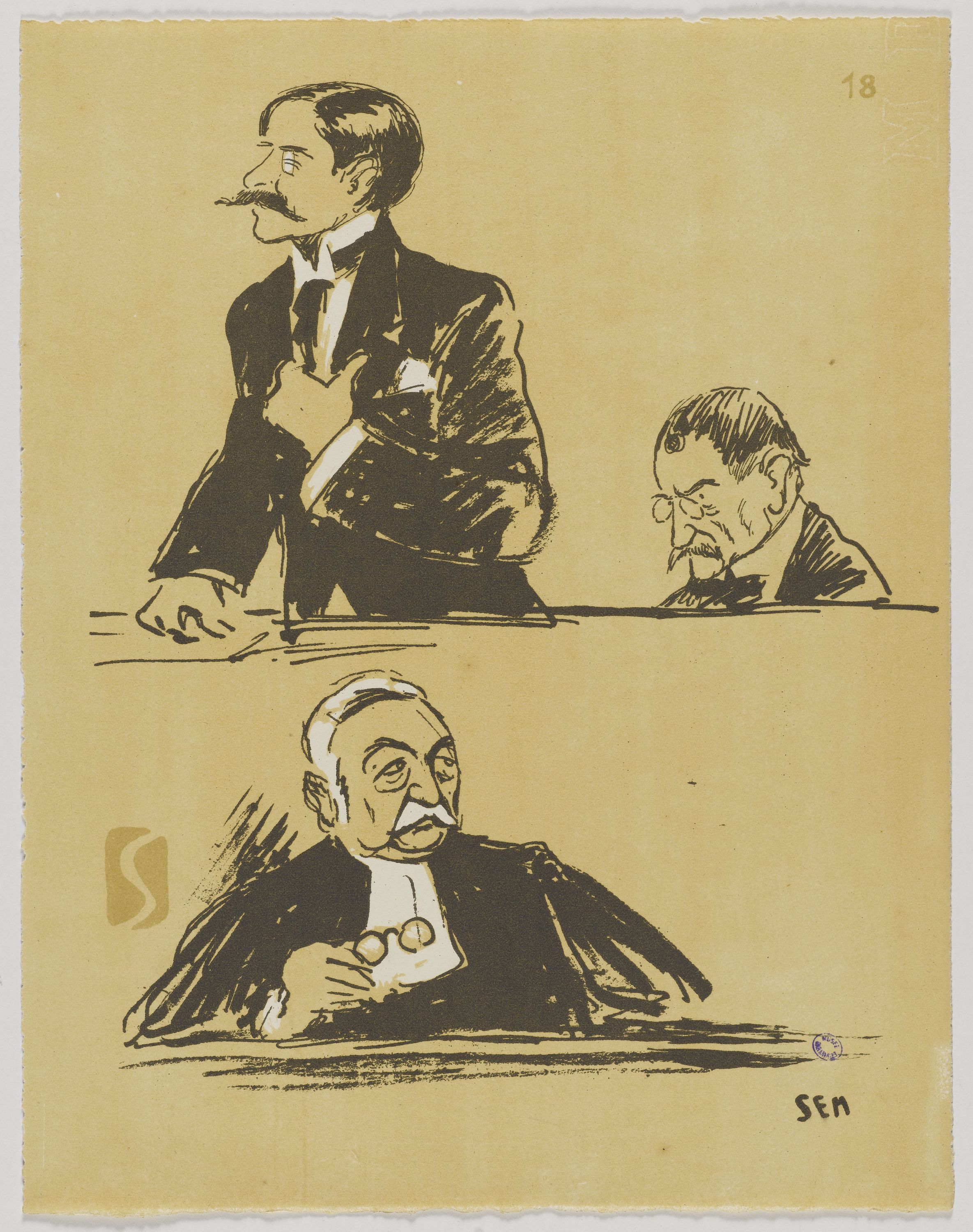
Bolo et maître Salles par Sem (illustrateur).

En janvier 1917, à la demande pressante du président de la République, Raymond Poincaré, Aristide Briand, chef du gouvernement, ordonne une enquête. Les services secrets français en 1917 établissent un lien direct entre Bolo et une banque américaine, J.P. Morgan, sise à New York. Divers comptes en France au nom de Bolo ont été crédités d'un total de 11 millions de marks émis par la Deutsche Bank via la banque new-yorkaise.
Bolo est arrêté à Fresnes en septembre 1917. En février 1918, il est déféré devant le Conseil de guerre de Paris. Le procès est instruit par le capitaine et magistrat Pierre Bouchardon, qui s'occupa de l'affaire Mata Hari. Durant le procès, Bolo nie les faits. Son avocat est maître Albert Salle. Peu de ses anciens amis témoignent ; on notera la présence à la barre de Pierre Ajam, député de la Sarthe, qui le soutient, et de son frère, l'abbé Bolo.
Bolo est condamné à mort le 14 février, et le président Raymond Poincaré refuse de signer sa grâce.
Il est fusillé le 17 avril 1918 au fort de Vincennes.
Cette affaire est à mettre en lien avec l'affaire « Lenoir[Pierre]-Desouches[Guillaume]-Humbert-Ladoux[Le Commandant] », qui fut jugée devant la chambre du 3e conseil de guerre d'avril 1919 à juillet 1920 et conduisit à l'exécution de Pierre Lenoir (cf. Le Journal).

### Sources bibliographiques
- Shelby F. Westbrook, Bolo Pacha: A Forgotten Story About Men & Women Who Made History in WWI, Trafford Publishing, 2009.
- Jean France, « La vérité sur Bolo Pacha », Détective, Paris, Librairie Gallimard, no 120,‎ février 1931, p. 11-14 (lire en ligne).